# Fausto Vicente Gella
Fausto Vicente Gella (Teruel, 4 de octubre de 1906-Madrid, 3 de junio de 1989) fue un destacado abogado y jurista español. Fue letrado mayor del Consejo del Estado y presidió el Ilustre Colegio de Abogados de Madrid entre 1960 y 1964.

## Reseña biográfica
Nacido en Teruel, su padre, Agustín Vicente Pérez, ejerció la abogacía, fue decano del Colegio de Abogados de Teruel, letrado asesor del Ayuntamiento de Teruel y fue alcalde de dicha ciudad en 1930 por el Partido Liberal. Su madre, Aurora Gella Ruiz, se dedicaba a sus labores. Su hermano mayor fue el catedrático de Derecho Mercantil Agustín Vicente Gella y fue padrino de la hija de éste, la poetisa y bailarina Pilar de Vicente-Gella.
A los dieciocho años terminó con nota máxima la carrera de derecho. Fue becado por el gobierno español para la universidad de La Sorbona, en París, en donde estudió un curso. Asimismo fue becado para el Colegio Español de Bolonia, a donde no pudo ir por motivos familiares. A los veintitrés años ganó la oposición al Consejo de Estado. Su carrera de abogado en ejercicio la inició de la mano de Baldomero Argente. Hay que reseñar el gran respeto y cariño mutuo que sentían tanto el ministro Argente por Fausto Vicente Gella, como este último por el que siempre consideró uno de sus principales maestros. A su muerte Baldomero legó a Fausto Vicente Gella, casi como si se tratara de su hijo, sus condecoraciones y diversos objetos personales.
Fausto Vicente Gella destaca, desde muy joven, como abogado en ejercicio y como elocuente conferenciante. Como abogado en ejercicio fue decano del Ilustre Colegio de Abogados de Madrid desde 1960 a 1964. En este periodo de tiempo y con la colaboración de Narciso Fernández Boixader, desde la dirección del Boletín del Ilustre Colegio, realizó una gran labor en recuerdo de diversos nombres importante del Colegio, como el homenaje en el primer centenario de Melquíades Álvarez en 1964 y el quincuagésimo primer aniversario de la muerte de Canalejas en 1963. Su última actuación importante como Decano tuvo lugar en los días del 27 al 31 de julio de 1964, cuando asistió en México a la décima Conferencia de la International Bar Association al frente de una delegación española; en su intervención recordó los lazos que vinculaban al Colegio de Abogados de México al Colegio de Madrid en virtud de la Real Cédula de Carlos III, y el papel de Alfonso X y del Código de las Siete Partidas en la regulación de la abogacía. En dicho viaje, el Ilustre y Nacional Colegio de Abogados de México le concedió un diploma como miembro honorario el 29 de julio de aquel año y la Asociación Nacional de Abogados de México hizo lo mismo el 5 de agosto.
Entre 1959 y 1964 presidió el Consejo General de la Abogacía Española. En su faceta de consejero de Estado, fue secretario general en la década de los cincuenta y se jubiló como letrado mayor a la edad que marca la ley. A lo largo de su vida recibió numerosos homenajes y distinciones, como la medalla de oro de la abogacía. En 1979, recibió de manos de Antonio Pedrol Rius la venera de miembro de honor del Consejo General de la Abogacía Española, a pesar de que varios colegiados trataron de convencer a Fausto Vicente Gella de presentarse contra Pedrol en las elecciones del Colegio de Abogados de Madrid de febrero de ese año.
No deja libros, pero sí, algunas separatas de las numerosas conferencias que dictó, como: El arte de legislar (Ilustre Colegio de Notarios de Madrid, 19 de febrero de 1962); Oratoria forense (Museo Canario de Las Palmas, Ilustre Colegio de Abogados de Las Palmas, 15 de septiembre de 1964); El abogado visto por dentro (Centro Cultural Caja de Ahorros, Cádiz, 15 de diciembre de 1973); La adaptación de la abogacía a la vida moderna (1975). Asimismo, fue autor de diversos prólogos: a Mis memorias, de Ángel Ossorio y Gallardo, en 1975, en cuya edición participó de manera activa; a El abogado ante el juicio oral, de Narciso Fernández Boixader, y a Los caminos del desengaño. Memorias políticas II (1936-1938), de Eugenio Vegas Latapie (1987). Publicó un artículo sobre "Las Convenciones de no responsabilidad"  en la Revista Crítica de Derecho Inmobiliario (n.º 43, julio de 1928).